# Anna Näslund
Sofia Anna Maria Näslund, född 7 januari 1967 i Sundsvall, är en svensk konstvetare. Hon är sedan 2016 professor i konstvetenskap vid Institutionen för kultur och estetik vid Stockholms universitet. Hon disputerade 2005 på avhandlingen Fotografiska drömmar och digitala illusioner: bruket av bearbetade fotografier i svensk dagspress, reklam, propaganda och konst under 1990-talet. 1994-2000 var hon verksam i tidskriften bang. 2020 tilldelades hon Rettigska priset.